# Skót Nemzeti Párt
A Skót Nemzeti Párt (angolul: Scottish National Party, SNP) egy politikai párt az Egyesült Királyságban, Skóciában. Célja Skócia függetlenségének elérése.

## Története
Az SNP 1934-ben jött létre két másik párt egyesülésével, de sokáig nem tudott meghatározó tényezővé válni.
1999-ben létrejött a Skót Parlament, amely számos jogkört megkapott. Az SNP először 2007-ben alakíthatott kormányt, ekkor még kisebbségből. A 2011-es skóciai választáson azonban 69 helyet szerzett a 129-ből, ezzel egyedül alakíthatott kormányt. Az első miniszter az SNP vezetője, Alex Salmond lett.
2014-ben népszavazást írtak ki Skócia függetlenségéről, melyen az SNP az elszakadás mellett állt ki. Miután a népszavazáson a maradás melletti szavazatok kerültek többségbe (55% a 45%-kal szemben), Alex Salmond elismerte a kudarcot, azután pedig lemondott a miniszterelnökségről és a pártban betöltött elnöki tisztségéről. Utódjává helyettesét, Nicola Sturgeont választották.
Az elbukott függetlenségi népszavazás elszakadáspárti kampánya azonban növelte a párt ismertségét és megerősítette pozícióit, ennek köszönhetően a 2015-ös brit alsóházi választásokon az 59 skóciai választókerületből 56-ot megnyert, és ezzel a harmadik legnagyobb létszámú frakciót alakíthatja. (Ebben szerepet játszik a „győztes mindent visz” elven működő, egyéni választókerületekre épülő brit választási rendszer is.) A Skót Nemzeti Párt a Brexitről tartott 2016-os népszavazás után felvetette egy második skót függetlenségi népszavazás gondolatát. Amíg az Egyesült Királyság polgárai 51,49%-a szavaztak az EU elhagyására, a skóciai lakosság 62%-a a maradásra voksolt, emiatt Nicola Sturgeon skót miniszterelnök egy második skót függetlenségi népszavazás lehetőségéről beszélt.
Miután az Egyesült Királyság 2020. január 31-vel kilépett az EU-ból, Nicola Sturgeon pártja továbbra is kitart amellett, hogy újabb népszavazást tartsanak, amelynek tárgya Skóciának az Egyesült királyságból való kilépése, és ezáltal Skócia EU-tagságának biztosítása lenne. 
2021 májusában a brit helyhatósági választásokon Sturgeon pártja, az SNP 64 helyet szerzett meg a 129 tagú skót parlamentben. Bár egy képviselő híján nem sikerült elérni az abszolút többséget, ám  így is többségbe kerültek a függetlenséget támogató skót pártok, a 8 mandátumot nyert Zöldekkel együtt. Sturgeon, mint újraválasztott első miniszter, kijelentette, hogy folytatja a küzdelmet egy új függetlenségi népszavazás kiírásáért. 